# Bistum Frosinone-Veroli-Ferentino
Das Bistum Frosinone-Veroli-Ferentino (lat.: Dioecesis Frusinatensis-Verulana-Ferentina, ital.: Diocesi di Frosinone-Veroli-Ferentino) ist eine in Italien gelegene römisch-katholische Diözese mit Sitz in Frosinone.

## Geschichte

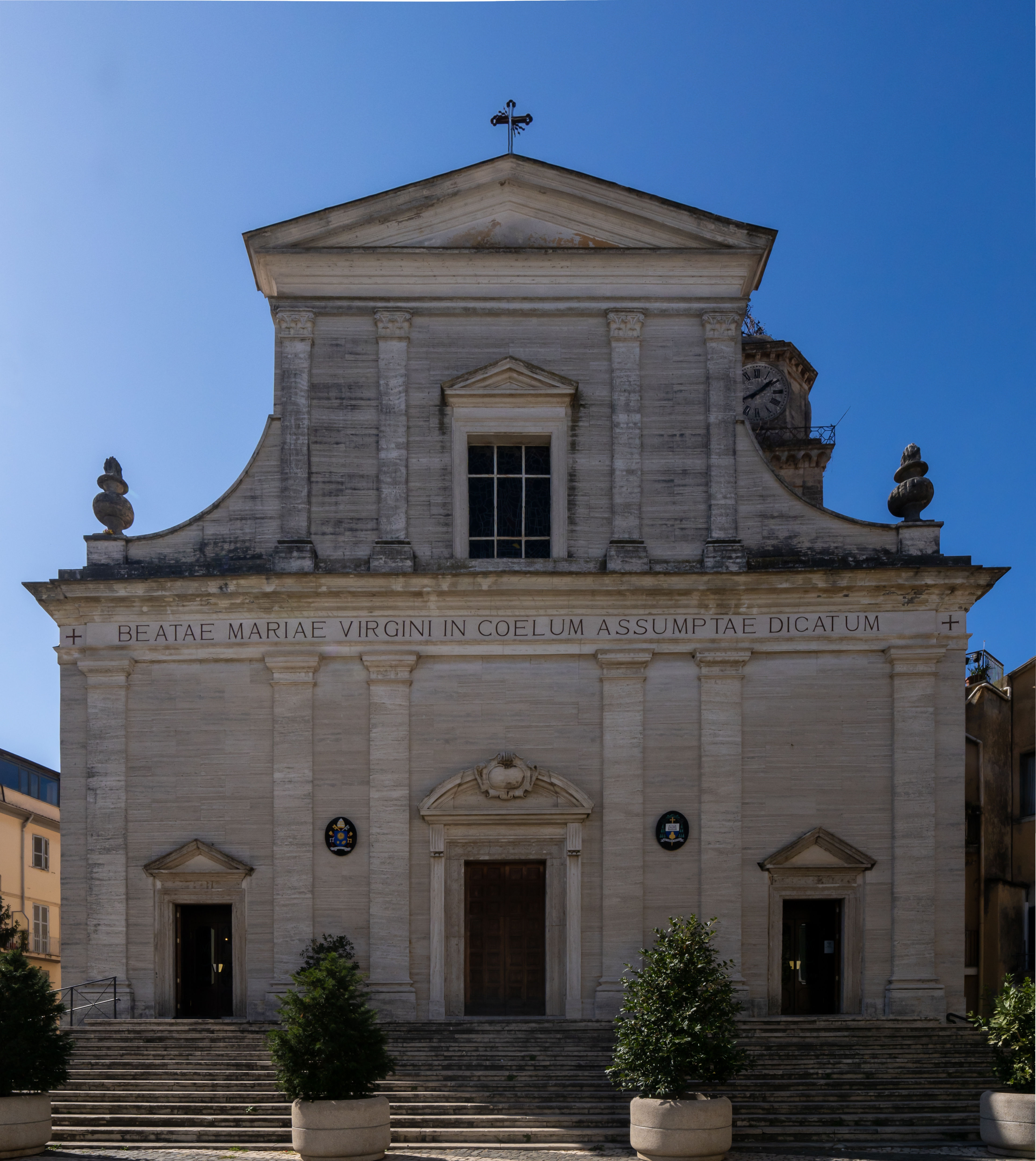
Kathedrale Santa Maria Assunta in Frosinone

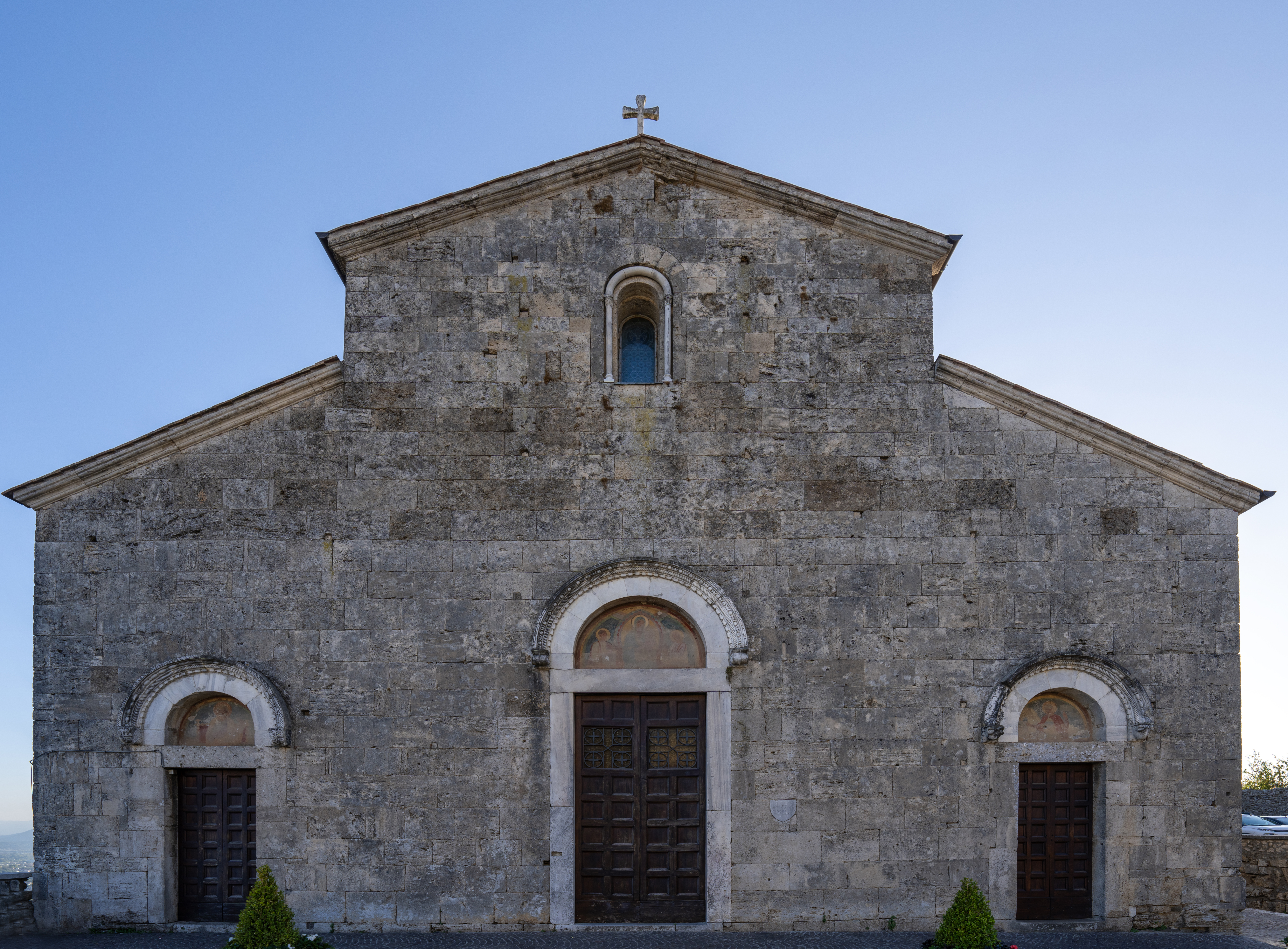
Konkathedrale Santi Giovanni e Paolo in Ferentino

Das Bistum Frosinone-Veroli-Ferentino wurde im 8. Jahrhundert als Bistum Veroli errichtet und dem Heiligen Stuhl direkt unterstellt. Das Bistum Veroli wurde am 29. Februar 1956 in Bistum Veroli-Frosinone umbenannt.
Am 30. September 1986 wurde dem Bistum Veroli-Frosinone durch die Kongregation für die Bischöfe mit dem Dekret Instantibus votis das Bistum Ferentino angegliedert.
Am 10. November 2022 verfügte Papst Franziskus die Vereinigung des Bistums Frosinone-Veroli-Ferentino in persona episcopi mit dem Bistum Anagni-Alatri. Bischof der so vereinigten Bistümer wurde der bisherige Bischof von Frosinone-Veroli-Ferentino, Ambrogio Spreafico. Ihm folgte im Juli 2025 Erzbischof Santo Marcianò.